# Епархия Саньюаня
Епархия Саньюаня (лат. Dioecesis Saniuenensis) — епархия Римско-Католической церкви c центром в городе Саньюань, Китай. Епархия Саньюаня входит в митрополию Сианя. Кафедральным собором епархии Саньюаня является церковь Святейшего Сердца Иисуса.

## История
1 ноября 1931 года Римский папа Пий XI выпустил бреве Ut aucto, которым учредил апостольскую префектуру Саньюаня, выделив его из апостольского викариата Сианьфу (сегодня — Архиепархия Сианя).
13 июля 1944 года Римский папа Пий XII издал буллу Congruum opportunumque, которой преобразовал апостольскую префектуру Саньюаня в апостольский викариат.
11 апреля 1946 года Римский папа Пий XII издал буллу Quotidie Nos, которой возвёл апостольский викариат Саньюаня в епархию.
Ситуация в епархии Саньюаня после некоторого ослабления религиозной политики китайского правительства в 1981 году является сложной. В 1987 году Святым Престолом был назначен подпольный епископ Иосиф Цзун Хуайдэ, однако он в 1992 году присоединился к Католической Патриотической Ассоциации. В 2000 году Святым Престолом был назначен другой подпольный епископ Иосиф Лань Ши, который в 2005 году ушёл в отставку по возрасту. В 2010 году Святым Престолои был назначен новый епископ Иосиф Хань Инцзинь, полномочия которого подтвердило и китайское правительство.
В 1989 году в Саньюане была образована подпольная Конференция католических епископов Китая, однако она до сих пор не получила признания со стороны Святого Престола.

## Ординарии епархии
- епископ Ferdinando Fulgenzio Pasini (4.06.1932 — 17.04.1985);
- епископ Joseph Zong Huaide (1987 — 2000);
- епископ Joseph Lan Shi (2000 — ?);
- епископ Joseph Han Yingjin (24.06.2010 — по настоящее время).

## Источник
- Annuario Pontificio, Libreria Editrice Vaticana, Città del Vaticano, 2003
- Бреве Ut aucto, AAS 24 (1932), стр. 226  (лат.)
- Булла Congruum opportunumque, AAS 36 (1944), стр. 325  (лат.)
- Булла Quotidie Nos, AAS 38 (1946), стр. 301  (лат.)